# Triathlon Séries 2025
Navigation
Triathlon Séries 2024 Triathlon Séries 2026
Triathlon Séries 2025 est le nom du Grand Prix de triathlon depuis 2024, support des championnats de France des clubs de triathlon de 1re et 2e division. Il est composé d'un circuit de cinq courses organisées par la Fédération française de triathlon (FFTRI). Chaque course est disputée au format « sprint » soit 750 m de natation, 20 km de cyclisme et 5 km de course à pied.
La compétition se déroule du 8 juin au 28 septembre 2025.

## Calendrier
| Étapes   | Date              | Villes   |
| -------- | ----------------- | -------- |
| 1° étape | 9 juin 2025       | Albi     |
| 2° étape | 29 juin 2025      | Vichy    |
| 3° étape | 7 septembre 2025  | Quiberon |
| 4° étape | 21 septembre 2025 | La Baule |
| 5° étape | 28 septembre 2025 | Cabourg  |

## Équipes engagées
Les clubs peuvent présenter des équipes masculines ou féminines selon leurs effectifs.

### Hommes
Les équipes sont classées en fonction de leurs dossards assignés pour l'ensemble de la saison.
| D1 | D2 |
| --- | --- |
| - Triathlon Club Liévin - Les Sables Vendée Triathlon - Poissy Triathlon - Valence Triathlon - Metz Triathlon - Sainte Geneviève Triathlon - St-Jean-de-Monts-Vendée Triathlon - Triathlon Toulouse Métropole - Vienne Condrieu Olympique - Issy Triathlon - Triathl'Aix - Tri Val de Gray - Evreux AC Triathlon - La Rochelle Triathlon - Sardines Triathlon - Les tritons meldois | - Vitrolles Triathlon - Pontivy Triathlon - MSA Triathlon - Les Girondins de Bordeaux Triathlon - Best Triathlon Saint-Nazaire - Triathlon Club Châteauroux Métropole 36 - Autun Triathlon - Côte d'Opale Triathlon Saint-Omer - Stade Reims Triathlon - Lys Calais Triathlon - Versailles Triathlon - Montpellier Triathlon - ASPTT Mulhouse Tri - AL Échirolles Triathlon - Stade poitevin Triathlon - US Palaiseau Triathlon |

### Femmes
Les équipes sont classées en fonction de leurs dossards assignés pour l'ensemble de la saison.
| D1 | D2 |
| --- | --- |
| - Poissy Triathlon - Issy Triathlon - Triathlon Toulouse Métropole - Vals du Dauphiné Olympic - Metz Triathlon - Les Sables Vendée Triathlon - Triathlon Club Châteauroux Métropole 36 - Triathlon Club Liévin - St-Jean-de-Monts-Vendée Triathlon - Valence Triathlon - Les tritons meldois - GT Vesoul Haute-Saone - Team Nissa Triathlon - Lyc Calais Triathlon - Best Triathlon Saint-Nazaire - Gravelines Triathlon - Stade poitevin Triathlon | - Brive Limousin Triathlon - La Rochelle Triathlon - La Grande-Motte Triathlon - Stade de Reims Triathlon - Pontivy Triathlon - AS Muret Triathlon - ASM Saint-Étienne Triathlon 42 - US Palaiseau Triathlon - ASPTT Multhouse Tri - Rennes Triathlon - Montpellier Triathlon - Saint-Jean-de-Mont Vendée Triathlon Athlétisme - Côte d'Opale Triathlon Saint-Omer - CRV Lyon Triathlon - Paris Sport Club - MSA Triathlon |

## Déroulé de la saison
La saison ne commence qu'au mois de juin, avec une étape inédite à Albi avec un circuit urbain au cœur historique de la cité,. En D1 masculine, c'est Oliver Conway de Valence triathlon qui s'impose, son équipe prenant également la 1re place. Chez les femmes, Jeanne Lehair remporte l'épreuve, mais son équipe de Poissy ne termine que 2e, devancée par Issy Triathlon.
La deuxième étape se déroule à Vichy, le dernier week-end de juin, alors que la France subit une grosse vague de chaleur. Chez les femmes, après la 2e transition, la canadienne Desirae Ridenour place une attaque, cependant Jeanne Lehair, plus puissante sur cette course à pied, revient progressivement et la dépasse. En retard d'une trentaine de secondes après la natation et le cyclisme, Léonie Périault double une à une ses concurrentes et se rapproche de la tête. Elle parvient à doubler Desirae Ridenour, mais reste derrière Jeanne Lehair. La luxembourgeoise Jeanne Lehair s'impose donc, devant la française Léonie Périault et la canadienne Desirae Ridenour.
Chez les hommes, la course se décante là aussi sur la course a pied. Léo Bergère prend rapidement les devants. Malgré un retour de Matthew Hauser dans les derniers hectomètres, il s'impose devant l'Australien. L'espagnol Pelayo Gonzalez Torrez complète le podium.

## Résultats

### Division 1
| Étape    | Étape  | Médaille d'or       | Médaille d'argent | Médaille de bronze           |
| -------- | ------ | ------------------- | ----------------- | ---------------------------- |
| Albi     | Hommes | Valence Triathlon   | Poissy Triathlon  | Triathlon Toulouse Métropole |
| Albi     | Femmes | Issy Triathlon      | Poissy Triathlon  | Triathlon Club de Liévin     |
| Vichy    | Hommes | Saint-Jean-de-Monts | Poissy Triathlon  | Triathlon club de Liévin     |
| Vichy    | Femmes | -                   | -                 | -                            |
| Quiberon | Hommes | -                   | -                 | -                            |
| Quiberon | Femmes | -                   | -                 | -                            |
| La Baule | Hommes | -                   | -                 | -                            |
| La Baule | Femmes | -                   | -                 | -                            |
| Cabourg  | Hommes | -                   | -                 | -                            |
| Cabourg  | Femmes | -                   | -                 | -                            |

### Division 2
| Étape    | Étape  | Médaille d'or         | Médaille d'argent        | Médaille de bronze        |
| -------- | ------ | --------------------- | ------------------------ | ------------------------- |
| Albi     | Hommes | Pontivy Triathlon     | Girondins de Bordeaux    | Stade Poitevin            |
| Albi     | Femmes | Montpellier Triathlon | Stade de Reims Triathlon | La Rochelle Triathlon     |
| Vichy    | Hommes | Pontivy Triathlon     | Autun Triathlon          | Vitrolles Triathlon       |
| Vichy    | Femmes | Montpellier Triathlon | Stade de Reims Triathlon | La Grande-Motte Triathlon |
| Quiberon | Hommes | -                     | -                        | -                         |
| Quiberon | Femmes | -                     | -                        | -                         |
| La Baule | Hommes | -                     | -                        | -                         |
| La Baule | Femmes | -                     | -                        | -                         |
| Cabourg  | Hommes | -                     | -                        | -                         |
| Cabourg  | Femmes | -                     | -                        | -                         |

## Résultats individuels D1
| Hommes                                               | Albi | Vichy | Quiberon | La Baule | Cabourg |
| ---------------------------------------------------- | ---- | ----- | -------- | -------- | ------- |
| Oliver Conway (Valence Triathlon)                    | 1er  | -     |          |          |         |
| Léo Bergère (Saint-Jean-de-Monts)                    | -    | 1er   |          |          |         |
| Nathan Lessmann (Triathlon Toulouse Métropole)       | 2e   | 74e   |          |          |         |
| Matthew Hauser (Triathlon club Liévin)               | -    | 2e    |          |          |         |
| Brandon Pye (Valence Triathlon)                      | 3e   | -     |          |          |         |
| Pelayo Gonzalez Turrez (Les Sables Vendée Triathlon) | -    | 3e    |          |          |         |

| Femmes                                        | Albi | Vichy | Quiberon | La Baule | Cabourg |
| --------------------------------------------- | ---- | ----- | -------- | -------- | ------- |
| Jeanne Lehair (Poissy Triathlon)              | 1er  | 1er   |          |          |         |
| Léonie Périault (Issy Triathlon)              | -    | 2e    |          |          |         |
| Ambre Grasset (Issy Triathlon)                | 2e   | -     |          |          |         |
| Sandra Dodet (Triathlon Club de Liévin)       | 3e   | -     |          |          |         |
| Desirae Ridenour (Triathlon Club Châteauroux) | 8e   | 3e    |          |          |         |